# Багрій Ярослав Тарасович
Ярослав Тарасович Багрій (21 червня 1982) — український психотерапевт, доктор наук в галузі психології, дипломований лікар-психіатр, фахівець з індивідуальної, групової та сімейної психотерапії, екзистенціоналіст, засновник фонду Vitatherapy.

## Освіта
1999—2005 — Івано-Франківська державна медична академія
2005—2007 — інтернатура за спеціальністю «Психіатрія» при кафедрі психіатрії НМУ ім. О. О. Богомольця на базі Київської міської клінічної психоневрологічної лікарні № 1
2007—2009 — клінічна ординатура за спеціальністю «Психіатрія» при кафедрі дитячої, соціальної та судової психіатрії НМАПО ім. П. Л. Шупика
2008—2009 — аспірантура при Міжнародному відкритому університеті за спеціальністю «Психологія», підспеціальність «Медична психологія»; 7 липня 2009 року захистив докторську дисертацію та здобув науковий ступень доктора філософії у галузі психології. Тема дисертаційної роботи: «Дитячий аутизм»
2012—2013 — докторантура при Міжнародному відкритому університеті за спеціальністю «Психологія», підспеціальність «Медична психологія»; 12 листопада 2013 року захистив докторську дисертацію та здобув науковий ступень доктора наук у галузі психології. Тема дисертаційної роботи: «Вітатерапія — інтегративна психотерапія орієнтована на екзистенційні переживання».

## Практична діяльність
2005—2007 рр. — лікар-психіатр-інтерн Київської міської клінічної психоневрологічної лікарні № 1
З 2006 р. по викладач, з 2008 р. — старший викладач, з 2009 р. — доцент
2013—2015 — професор кафедри медичної психології та психокорекції ІСНіС МАУП
2007—2009 — клінічний ординатор кафедри дитячої, соціальної і судової психіатрії Національної медичної академії післядипломної освіти ім. П. Л. Шупика
З 2008 р. — офіційна приватна психотерапевтична практика
З 2015 р. — президент фонду Vitatherapy

### Коло наукових інтересів
- порушення психологічного розвитку (дитячий аутизм та інші розлади аутистичного спектру — діагностика і терапія)
- порушення прив'язаності у дітей-емігрантів
- травма втрати (переживання горя, скорбота по втраті близької людини, розлучення і тривала розлука членів сім'ї, аборт, втрата вагітності, постабортний синдром)
- соціальна психіатрія (смерті та втрати, що переживаються народом або нацією, національні трагедії (геноцид, катастрофи, політичні перевороти), синхронізація соціальних змін (економічні і політичні кризи) із змінами кожного конкретного представника нації, їх відбиток на психічному здоров'ї наступних поколінь
- психосоціальна реабілітація психічних, психоневрологічних, психосоматичних, постстресових і адиктивних розладів у відкритих групах в терапевтичних спільнотах
- інтеграція різних шкіл та методів у груповій та індивідульній психотерапії
- резільєнтність (життєстійкість) у людей після важких переживань, труднощів та негараздів («воля до життя»)

### Тематика занять
- Основи психоаналізу та клінічний психоаналіз
- Дефектологія (аномальна психологія та корекційна педагогіка людей з особливими потребами)
- Етика і деонтологія в медичній практиці
- Патопсихологія
- Дитячо-юнацька психотерапія
- Психофізіологія
- Інтегративна психотерапія, орієнтована на життєві переживання

## Наукові роботи
1. Багрій Я. Ранній дитячий аутизм. — вид.: Галицький лікарський вісник, Івано-Франківськ, 2003.
2. Багрій Я., Чуприков А. Ранній дитячий аутизм: сучасні проблеми. — вид.: Галицький лікарський вісник, Івано-Франківськ, 2004
3. Багрій Я., Чуприков А. Клініка РДА через призму сучасних критеріїв діагностики. — вид.: Таврический журнал психиатрии, Сімферополь, 2004
4. Bahriy Y. Chuprykov A., Chuprykova E. New directions in studying early infantile autism. — Aggression, suicidology, victimology, therapy and prophylaxis nicotine addiction. Fifth national conference with international participation of college private psychiatric practice, Bulgaria, 2004
5. Багрій Я.,Файфрич А Феноменологія клінічних проявів раннього дитячого аутизму на Прикарпатті. — 73 міжвузівська студентська наукова конференція, Івано-Франківськ, 2004
6. Багрій Я. Ранній дитячий аутизм, сучасні проблеми. — Матеріали наради-семінару обласних (міських) логопедів, Київ, 2004
7. Багрій Я., Винник М., Чуприков А. Ранній дитячий аутизм. — Видавництво Івано-Франківської державної медичної академії, Івано-Франківськ, 2005
8. Багрій Я. Про можливу локалізацію ураження головного мозку при дитячому аутизмі. — Асиметрія мозку та поведінки. Матеріали Міжнародної міждисциплінарної конференції, Київ, 2005
9. Багрій Я., Чуприков А., Лисяний М., Макаренко С. Імунологія раннього дитячого аутизму. — Імунологія та алергологія. VII Українська науково-практична конференція з актуальних питань клінічної і лабораторної імунології, алергології та імунореабілітації, Київ, 2005
10. Багрий Я.,Чуприков А. Ранен детски аутизъм, съвременни проблеми. — Рецептор. Български психиатричен журнал, 2005
11. Багрій Я., Чуприков А., Винник М. Ранній дитячий аутизм. — Видавництво Івано-Франківської державної медичної академії, 2005
12. Багрій Я. Файфрич А. Ранній дитячий аутизм — психонейроімунологічний погляд на проблему. — Івано-Франківськ, 2005
13. Багрій Я. Басюк В., Файфрич А. Івасик і його сім'я (досвід психотерапії дитини з раннім дитячим аутизмом). — Івано-Франківськ, 2005
14. Багрій Я. Чуприков А. Кошенята, які гуляють самі по собі (Дитячий аутизм у практиці сімейного лікаря). — Ліки України, Київ, 2005
15. Багрій Я. Файфрич А. Івасик і його сім'я (досвід психотерапії дитини з раннім дитячим аутизмом). — 5-річний досвід роботи. Міжнародна конференція з дитячої та юнацької психотерапії, Львів, 2006
16. Bahriy Y., Chuprykov A. The immunology of early childrens autism. — Psychiatry — today and tomorrow. XXII congress of Danube Psychiatric Association, Bulgaria, 2006
17. Багрий Я. Громов Л., Чуприков А. Risperidone в детска възраст. — Рецептор. Български психиатричен журнал. 2007
18. Багрий Я. Гуленко О. Древицкая О.Детский аутизм при синдроме 9-хромосомы (клиническое наблюдение). — Київ, 2007
19. Багрій Я. Гуленко О., Нагорна В. Психофармакотерапія дитячого аутизму рисперидоном. — Київ, 2007
20. Багрий Я. Громов Л., Чуприков А. Применение препаратов рисперидона в детской психиатрии. — Вісник психіатрії та психофармакотерапії, Одеса, 2008
21. Багрій Я. Проблеми адаптації дитини емігранта, самого емігранта і порушення комунікації між ними. — Круглий стіл «Новітня еміграція: проблеми соціального і національного сирітства», Київ, 2008
22. Багрій Я. Дитячий аутизм. — Видавництво УкрІНТЕІ. — Київ, 2009
23. Багрій Я. Феномен «вцілілої дитини». Проблема аборції в Україні: погляд Вітатерапії. — Матеріали виступу на Радіо «Промінь», Київ, 2011
24. Багрій Я. Про громадянське сирітство. — Радіо «Промінь», Київ
25. Багрій Я. Презентація програми навчання інтегративній психотерапії, орієнтованій на екзистенційні переживання «Вітатерапія». — Тренінг-Марафон «Навчання — Якість — Моніторинг». VI-а Міжнародна науково-практична конференція, Київ, 2011
26. Багрій Я. Матазова К. Вітатерапія — інтегративна психотерапія, орієнтована на екзистенційні переживання. — VII-а Міжнародна науково-практична конференція. — Київ, 2012
27. Багрій Я. Вітатерапія. Програма навчання інтегративній психотерапії, орієнтованій на екзистенційні переживання. — Видавництво ІФНМУ. — Івано-Франківськ, 2012
28. Багрій Я. Психоаналіз. — Видавництво МАУП, Київ, 2015
29. Багрій Я. Психотерапія і психокорекція дитячого аутизму. — Видавництво «Астролябія», Львів, 2012
30. Багрій Я. Вибір в житті чи життя у виборі. Погляд Вітатерапії. — III Міжнародний фестиваль «Світ психології», Київ, 2013
31. Багрій Я. Вітатерапія — інтегративна психотерапія орієнтована на екзистенційні переживання. — Видавництво УкрІНТЕІ. — Київ, 2013
32. Bahrij J. Vitaterapia- psychoterapia integracyjna skierowana na przeżycia egzystencjalne. — Widawnictwo УкрІНТЕІ. — Kijów, 2013
33. Багрий Я., Чуприков А. Нарушение иммунитета у детей с психическими расстройствами. — Национальная медицинская академия последипломного образования им. П. Л. Шупика, Киев